# سرعة توصيل العصب
تشكل سرعة توصيل العصب (سي في) إحدى الجوانب المهمة في دراسات توصيل العصب. وتُعرَّف بسرعة انتشار الدفعات الكيميائية الكهربائية على طول المسار العصبي. تتأثر سرعات التوصيل بمجموعة متنوعة من العوامل، بما في ذلك العمر والجنس والحالات الطبية المختلفة. تسمح الدراسات بتحسين القدرة على تشخيص الاعتلالات العصبية، على وجه الخصوص الأمراض المزيلة للميالين إذ تنتج هذه الحالات عن انخفاض سرعات التوصيل أو انعدامها.

## أسباب الانحرافات في سرعة التوصيل

### عوامل القياسات البشرية وغيرها من العوامل الفردية
تختلف قياسات توصيل العصب الأساسية من شخص إلى آخر، يعود ذلك على اعتمادها على عمر الفرد وجنسه ودرجات الحرارة المحلية وغيرها من عوامل القياسات البشرية مثل حجم اليد والطول. من المهم فهم تأثير هذه العوامل المختلفة على القيم الطبيعية لقياسات توصيل العصب من أجل المساعدة في تحديد نتائج دراسات توصيل العصب غير الطبيعية. تزيد القدرة على التنبؤ بالقيم الطبيعية في سياق ميزات القياسات البشرية للفرد من حساسيات إجراءات التشخيص الكهربائي وخصوصياتها.

#### العمر
يُوصل إلى قيم «البالغين» الطبيعية الخاصة بسرعات التوصيل في عمر أربعة أعوام. تميل سرعات التوصيل لدى حديثي الولادة والأطفال الصغار إلى أن تكون نصف قيم البالغين.
كشفت دراسات التوصيل العصبي على البالغين الأصحاء ارتباط العمر عكسًا مع قياسات السعة الحسية للأعصاب الزندي والمتوسط والربلي. وُجدت الارتباطات العكسية أيضًا بين العمر وسرعات التوصيل والكمون في الأعصاب الحسي المتوسط والحركي المتوسط والزندي. مع ذلك، لا ترتبط سرعة توصيل العصب الربلي بالعمر. بشكل عام، تنخفض سرعات التوصيل في الأطراف العلوية بما يقارب 1 متر في الثانية لكل 10 سنوات من العمر.

#### الجنس
تنخفض سعة توصيل العصب الربلي بشكل ملحوظ لدى الإناث بالمقارنة مع الذكور، ويكون كمون الدفعات أطول لدى الإناث، ما ينتج عنه سرعة توصيل أبطأ.
لم تظهر الأعصاب الأخرى أي اختلافات حسب الجنس.[بحاجة لمصدر]

#### درجة الحرارة
بشكل عام، ترتبط سرعات التوصيل في معظم الأعصاب الحسية والحركية طردًا وخطيًا مع درجة حرارة الجسم (تؤدي درجات الحرارة المنخفضة إلى إبطاء سرعة توصيل العصب بينما تزيد درجات الحرارة العالية سرعة التوصيل).
تظهر سرعات التوصيل ارتباطًا قويًا بشكل خاص مع درجة الحرارة المحلية للعصب.

#### الطول
ترتبط سرعات التوصيل في العصبين الحسيين الزندي والمتوسط عكسًا مع طول الفرد، ما يفسر على الأرجح انخفاض سرعات التوصيل بين الرسغ والأصابع في يد الفرد بمقدار 0.5 متر في الثانية لكل بوصة زيادة في الارتفاع لدى معظم السكان البالغين. كنتيجة مباشرة لذلك، يرتفع كمون الدفعات داخل الأعصاب الزندي والمتوسط والربلي مع زيادة الارتفاع.
توجد علاقة عكسية بين الطول وسعة الدفعات في الأعصاب الحسية.

#### عوامل متعلقة باليد
يرتبط محيط السبابة عكسًا بسعة التوصيل في العصبين الزندي والمتوسط. بالإضافة إلى ذلك، يمتلك الأشخاص ذو نسب الرسغ الكبيرة (القطر الأمامي الخلفي: القطر الأنسي الجانبي) كمون عصب متوسط منخفض وسرعات توصيل أكبر.

### الحالات الطبية

#### التصلب الجانبي الضموري
التصلب الجانبي الضموري (إيه إل إس) أو «مرض لو غيريغ» هو مرض تنكس عصبي مترق يصيب العصبونات الحركية ويؤدي إلى الموت الحتمي. نظرًا إلى تشابه أعراضه مع أمراض التنكس العصبي الأخرى، قد يصعب تشخيصه بالشكل الصحيح. تتمثل الوسيلة المثلى من أجل التشخيص الموثوق للمرض في تقييم التشخيص الكهربائي. بشكل أكثر تحديدًا، يجب إجراء دراسات توصيل العصب الحركي على العضلات المتوسطة والزندية والشظوية، بالإضافة إلى دراسات توصيل العصب الحسي للعصبين الزندي والربلي.
لدى مرضى «إيه إل إس»، تبين وجود تدهور في الكمون الحركي الوحشي وتباطؤ سرعة التوصيل مع زيادة شدة ضعف العضلات. يتوافق هذان العرضان مع التنكس المحواري الملاحظ لدى مرضى «إيه إل إس».

#### متلازمة النفق الرسغي
متلازمة النفق الرسغي (سي تي إس) هي أحد أشكال متلازمة الانضغاط العصبي الناتجة عن انضغاط العصب المتوسط في الرسغ. تشمل الأعراض النموذجية كلًا من الخدر، أو النخز، أو الألم الحارق أو ضعف اليد. تمثل «سي تي إس» إحدى الحالات التي يكون فيها اختبار التشخيص الكهربائي مفيدًا. مع ذلك، قبل خضوع المريض لدراسات توصيل العصب، يجب إجراء علامة تينل ومناورة فالين. في حال ظهور نتيجتين سلبيتين، من غير المرجح إصابة المريض بمتلازمة النفق الرسغي، ولا يلزم إجراء مزيد من الاختبارات.
تتفاوت متلازمة النفق الرسغي في درجات ظهورها لدى الأفراد. تُعد قياسات سرعة التوصيل العصبي هامة من أجل تحديد درجة شدة المرض. تُصنف مستويات الشدة كما يلي:
- «سي تي إس» الخفيفة: الكمون الحسي الطويل، انخفاض طفيف في سرعة التوصيل. لا يُشتبه بوجود تنكس محواري.
- «سي تي إس» المعتدلة: سرعات التوصيل الحسي غير الطبيعية وسرعات التوصيل الحركي المنخفضة. لا يُشتبه بوجود تنكس محواري.
- «سي تي إس» الشديدة: غياب الاستجابات الحسية والكمون الحركي الطويل (سرعات التوصيل الحركي المنخفضة).
- «سي تي إس» الشديدة للغاية: غياب الاستجابات الحسية والحركية.

تشمل إحدى قياسات التشخيص الكهربائي الشائعة الفرق بين سرعات توصيل العصب الحسية في إصبعي الخنصر والسبابة. في أغلب حالات «سي تي إس»، لا تظهر الأعراض حتى يتجاوز الفرق 8 متر في الثانية.

#### متلازمة غيلان باريه
متلازمة غيلان باريه (جي بي إس) هي اعتلال عصبي محيطي ناتج عن تنكس غمد الميالين و/أو الأعصاب المسؤولة عن تعصيب الرأس والجسم والأطراف. ينشأ هذا التنكس بسبب استجابة مناعية ذاتية ناتجة نموذجيًا عن حالات العدوى المختلفة.
يوجد تصنيفان رئيسيان: زوال الميالين (تلف خلايا شوان) والمحواري (تلف الألياف العصبية المباشر). يتفرع كلا التصنيفين إلى تصنيفات فرعية إضافية بناءً على المظهر الدقيق. مع ذلك، تؤدي هذه المتلازمة في جميع الحالات إلى ضعف الأطراف أو شللها، أو احتمالية حدوث شلل قاتل في عضلات الجهاز التنفسي أو مزيج من هذه الآثار.
قد يتطور المرض بسرعة فائقة بمجرد بدء الأعراض (يمكن حدوث تلف شديد في غضون يوم واحد فقط). نظرًا إلى تشكيل التشخيص الكهربائي إحدى أسرع الوسائل المباشرة في تحديد وجود المرض وتصنيفه المناسب، تُعتبر دراسات توصيل العصب هامة للغاية. دون تقييم التشخيص الكهربائي المناسب، من الشائع تشخيص «جي بي إس» بشكل خاطئ على أنه شلل أطفال، أو فيروس غرب النيل، أو شلل القراد، أو الاعتلالات العصبية السامة المختلفة، أو «سي آي دي بّي»، أو التهاب النخاع المستعرض أو الشلل الهستيري. تسمح مجموعتان من دراسات توصيل العصب بوضع التشخيص المناسب لمتلازمة غيلان باريه. يُوصى بإجراء ذلك خلال أول أسبوعين من بدء الأعراض مع إعادة الإجراء مرة أخرى بين الأسبوعين الثالث والثامن.
تشمل نتائج التشخيص الكهربائي التي تدل على «جي بي إس» كلًا من:
- كتل التوصيل الكاملة
- موجات «إف» غير الطبيعية أو غير الموجودة
- سعات جهود فعل المركبة الضعيفة للعضلات
- كمون العصبونات الحركية الطويل
- سرعات التوصيل البطيئة للغاية (أحيانًا أقل من 20 متر في الثانية)

#### متلازمة لامبرت إيتون الوهنية العضلية
متلازمة لامبرت إيتون الوهنية العضلية (إل إي إم إس) هي مرض مناعي ذاتي ناتج عن توجيه الأضداد الذاتية ضد قنوات الكالسيوم المعتمدة على الجهد الكهربائي عند نهايات العصب المحيطية. تثبط الأضداد عند وصولها إلى هذا المكان على تحرير النواقل العصبية، ما يؤدي إلى ضعف العضلات والخلل الوظيفي الذاتي.
أظهرت دراسات توصيل العصب على الأعصاب الزندي الحركي والحسي، والمتوسط الحركي والحسي، والظنبوبي الحركي والشظوي الحركي لدى مرضى «إل إي إم إس» أن سرعة التوصيل عبر هذه الأعصاب طبيعية. مع ذلك، انخفضت سعة جهود الفعل الحركية المركبة بنسبة 55%، مع انخفاض مدة جهود الفعل هذه بنسبة 47%.

#### اعتلال الأعصاب السكري المحيطي
يعاني نصف نسبة المصابين بالسكري على الأقل من اعتلال الأعصاب السكري، الذي يتظاهر بخدر وضعف في الأطراف المحيطية. أظهرت الدراسات زيادة نشاط مسار إشارات «آر إتش أو» / «آر إتش أو» - كيناز لدى المصابين بالسكري وحدوث إرسال الإشارات بشكل رئيسي في عقد رانفييه وثلمات شميت لانترمان. بالتالي، قد يؤدي فرط نشاط مسار إشارات «آر إتش أو» / «آر إتش أو» - كيناز إلى تثبيط التوصيل العصبي.
أثبتت دراسات سرعة التوصيل العصبي الحركي انخفاض التوصيل في الجرذان المصابة بالسكري بنسبة 30% بالمقارنة مع المجموعة المرجعية غير المصابة بالسكري. بالإضافة إلى ذلك، كان النشاط على طول ثلمات شميت لانترمان غير مستمر وغير خطي في المجموعة المصابة بالسكري، بينما كان مستمر وخطي في المجموعة المرجعية. استُبعد هذا النقص بعد إعطاء فاسوديل لمجموعة مرضى السكر، ما يعني أخذه في الاعتبار كعلاج محتمل.